# Tunstall (Lancashire)
Tunstall – wieś w Anglii, w hrabstwie Lancashire. Leży 81 km na północ od miasta Manchester i 338 km na północny zachód od Londynu.